# Sol over Mexico
|  | Denne artikel er oprettet af botten Steenthbot ud fra en ekstern database. Den kan derfor have sproglige fejl eller mangler. Denne skabelon kan fjernes efter kontrol af indholdet. |

Sol over Mexico er en dansk dokumentarisk optagelse fra 1935.

## Handling
Danskeren Aage Krarup Nielsens rejseoptagelser fra Mexico: Gadeliv med handlende, dansere og indianere i folkedragter. Cowboys i arena: Ridning på vilde heste og tyre, samt lassooptræden. Storby: kirke, gadeliv, blomsterdekorationer, påfuglefolk, xylofonspiller, Santa Claus-figur i gaden, lakarbejder, bastarbejder. Bilkortege med senoritaer i tyrefægtningsarena, tyrefægtning. Derefter mere dagligliv, inkabygninger, dansere, stort optog med folk i dragter med masker og gevær. Karnevalslignende dragter. Slutteligt hanekamp.
Filmen er både i sort/hvid og farver. Fremstår uredigeret. 3. del mangler.